# Seramské moře
Seramské moře (indonésky Laut Seram, anglicky Seram Sea nebo Ceram Sea) je okrajové moře Tichého oceánu. Leží severně od indonéských ostrovů Seram a Buru, jižně od ostrovů Mangoli, Obira, Kofiau a Nová Guinea. Rozloha činí cca 122 375 km².
Na východě hraničí s Arafurským mořem, na jihu a západě s Bandským mořem, na severozápadě s Moluckým mořem a na severu s Halmaherským mořem.
V moři leží ostrov Misool a mnoho menších ostrovů. Do Seramského moře se vlévají velké řeky Rajčího poloostrova.